# Karol Kuryluk
Karol Kuryluk (ur. 27 października 1910 w Zbarażu, zm. 9 grudnia 1967 w Budapeszcie) – polski dziennikarz i wydawca, założyciel i redaktor naczelny lwowskich „Sygnałów” (1933–1939) i „Odrodzenia” (1944–1948); społecznik i działacz kulturalny, minister kultury i sztuki (1956–1958) i ambasador PRL w Republice Austrii (1959–1964).

## Życiorys
Urodził się jako najstarszy syn murarza Franciszka Kuryluka (1884–1960) i Łucji Kuryluk, z domu Pańczyszak (1886–1967). W 1930 otrzymał świadectwo dojrzałości w Państwowym Gimnazjum im. Henryka Sienkiewicza w Zbarażu.

### Lwów
Kuryluk otrzymał niewielkie stypendium państwowe i jesienią 1930 rozpoczął studia na Wydziale Polonistyki Uniwersytetu Lwowskiego. Znał biegle języki ukraiński, rosyjski i niemiecki, dorabiał korepetycjami.
W 1931 poznał pisarkę Halinę Górską i zaangażował się w jej „akcję Błękitnych”, pomagając dzieciom biedoty i pracując jako wychowawca w świetlicy dla bezdomnych uliczników. Na uniwersytecie protestował przeciwko „gettu ławkowemu” (dla studentów pochodzenia żydowskiego) i stawał w obronie żydowskich i ukraińskich kolegów szykanowanych i bitych przez endeckich bojówkarzy.
W 1936 Kuryluk współorganizował lwowski Zjazd Pracowników Kultury. Do prezydium honorowego zostali zaproszeni Maksym Gorki, Romain Rolland i Heinrich Mann, w Zjeździe uczestniczyli m.in. Stefan Czarnowski, Tadeusz Kotarbiński, Władysław Broniewski.

### Sygnały
W listopadzie 1933 założył wraz z Halinę Górską i grupą zaprzyjaźnionych studentów (Tadeusz Banaś, Aleksander Baumgardten, Stefan Kawyn, Andrzej Kurczkowski, Bolesław Lewicki, Marian Promiński, Stanisław Rogowski) społeczno-kulturalny magazyn „Sygnały”. Przez krótki okres redagował pismo z poetą Tadeuszem Hollenderem, następnie został redaktorem naczelnym.

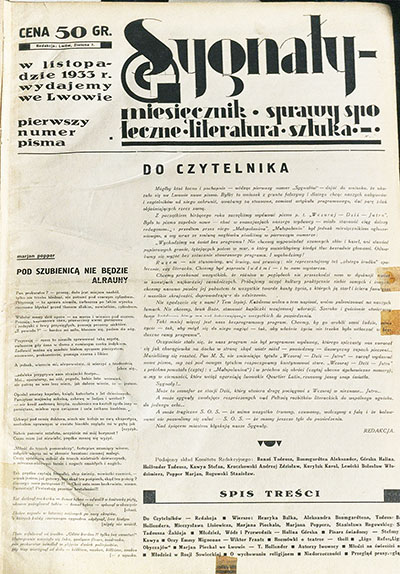
Pierwszy numer „Sygnałów”, listopad 1933

Pierwszy numer „Sygnałów” otwierała deklaracja: „Wchodzimy na świat bez programu! Nie chcemy wypowiadać szumnych słów i haseł ani stawiać papierowych granic, tężejących potem w mur, o który musielibyśmy kiedyś tłuc bezradnie głowami. [...] Razem nie stanowimy ani lewicy, ani prawicy. Nie reprezentujemy też złotego środka społecznie czy literacko. Chcemy być po prostu ludźmi i to nam wystarcza”.
W „Sygnałach” publikowali młodzi twórcy, głównie ze Lwowa i okolic (Erwin Axer, Stanisław Jerzy Lec, Debora Vogel, Mirosław Żuławski, a także Czesław Miłosz). Kuryluk szybko pozyskał m.in. Marię Dąbrowską, Brunona Schulza, Leopolda Staffa, Andrzeja Struga, Juliana Tuwima, Józefa Wittlina). Zabiegał też o przekłady autorów zagranicznych (wśród nich znajdowali się Henri Barbusse, André Malraux, Carl von Ossietzky, Bertrand Russell, Upton Sinclair, Paul Valéry) i wydawał numery specjalne poświęcone kulturze żydowskiej, ukraińskiej, białoruskiej i lwowskiej.
W 1938 bojówka Obozu Narodowo-Radykalnego zaatakowała redakcję „Sygnałów” i Kuryluk cudem uniknął ciosu łomem w głowę. Mimo rewizji, konfiskat, utarczek z cenzurą i pogarszającej się stale sytuacji finansowej, wydawał „Sygnały” do wybuchu wojny, a we wrześniu 1939 zdeponował ich archiwum w bibliotece Zakładu Narodowego im. Ossolińskich we Lwowie.

### II wojna światowa
Na początku radzieckiej okupacji Lwowa Kuryluk pracował w redakcji „Czerwonego Sztandaru”. 19 listopada 1939 roku podpisał oświadczenie pisarzy polskich witające przyłączenie Zachodniej Ukrainy do Ukrainy Radzieckiej. Z redakcji został wyrzucony za opublikowanie w numerze 19 „Sygnałów” satyrycznego wiersza Tadeusza Hollendera „Wiersz z dna upadku” (o incipicie „Dziś właśnie dzwonił do mnie Stalin”). W czasie niemieckiej okupacji Lwowa uczestniczył w ruchu oporu. W 1942 wstąpił do Polskiej Partii Robotniczej, odpowiadał za radiostację i podziemny ruch wydawniczy. Należał też do Armii Krajowej, dla której robił nasłuch radiowy i publikował biuletyny informacyjne. Będąc z natury pacyfistą, unikał walki zbrojnej i koncentrował się na pomocy Żydom. Organizował ucieczki z lwowskiego getta, załatwiał kryjówki i fałszywe papiery, a w swoim pokoju sublokatorskim ukrywał Peppę Frauenglas i jej dwóch synów, Józefa i Mariana. W 2002 został odznaczony przez Jad Waszem medalem Sprawiedliwego Wśród Narodów Świata.

### Po wojnie
Latem 1944 roku Kuryluk przeniósł się ze Lwowa do Lublina i zaczął publikować „Odrodzenie”. W 1945 przeprowadził się wraz z pismem do Krakowa, w 1947 do Warszawy. Do autorów „Odrodzenia” należeli m.in. Jerzy Andrzejewski, Kazimierz i Marian Brandys, Tadeusz Breza, Maria Dąbrowska, Tadeusz Konwicki, Jan Kott, Czesław Miłosz, Tadeusz Różewicz, Wisława Szymborska. Po pogromie kieleckim „Odrodzenie” poruszyło kwestię powojennego antysemityzmu. W wyniku nacisków politycznych odszedł z „Odrodzenia”. Następnie pracował w redakcji literackiej Polskiego Radia, w Państwowym Instytucie Wydawniczym, był też Prezesem Centralnego Urzędu Wydawnictw, Przemysłu Graficznego i Księgarstwa. Odznaczony Złotym Krzyżem Zasługi (1951). W listopadzie 1949 został członkiem Ogólnokrajowego Komitetu Obchodu 70-lecia urodzin Józefa Stalina.
Wiosną 1956 Kuryluk został ministrem kultury i sztuki. Był zwolennikiem liberalizacji kultury i współpracy z Zachodem. Umożliwił otwarcie warszawskiej filii Instytutu Francuskiego (pierwszym lektorem był Michel Foucault); zaprosił Laurence’a Oliviera i Vivien Leigh z „Tytusem Andronikusem”; Gérard Philipe przyleciał ze swoimi filmami; Yves Montand śpiewał dla robotników na Żeraniu; w Zachęcie zorganizowano wystawę Henry’ego Moore’a.
Wiosną 1957 Kuryluk wszedł w skład delegacji rządowej pod przewodnictwem premiera Józefa Cyrankiewicza. Podróż po Azji miała na celu pozyskanie zwolenników „rozszerzonego Planu Rapackiego”, czyli stworzenia gigantycznego bloku krajów „niezrzeszonych” (od Niemiec Wschodnich przez Polskę aż po Mongolię, Indie, Chiny, Wietnam, Mjanmę i Kambodżę) pod egidą Związku Radzieckiego. Delegację przyjęli Jawaharlal Nehru, Mao Zedong, Hồ Chí Minh i Norodom Sihanouk, ale skończyło się na podpisaniu symbolicznych deklaracji przyjaźni.
Pod koniec 1957 Polska Zjednoczona Partia Robotnicza zaczęła hamować proces liberalizacji, a Władysław Gomułka zaatakował program stypendialny ministerstwa kultury i sztuki, wysyłający na Zachód tysiące młodych pisarzy i artystów. Gdy Marek Hłasko pozostał w Paryżu, pojawił się pretekst, by wyrzucić ministra kultury i sztuki, a następnie pozbyć się go z kraju.

### Placówka i powrót z Austrii

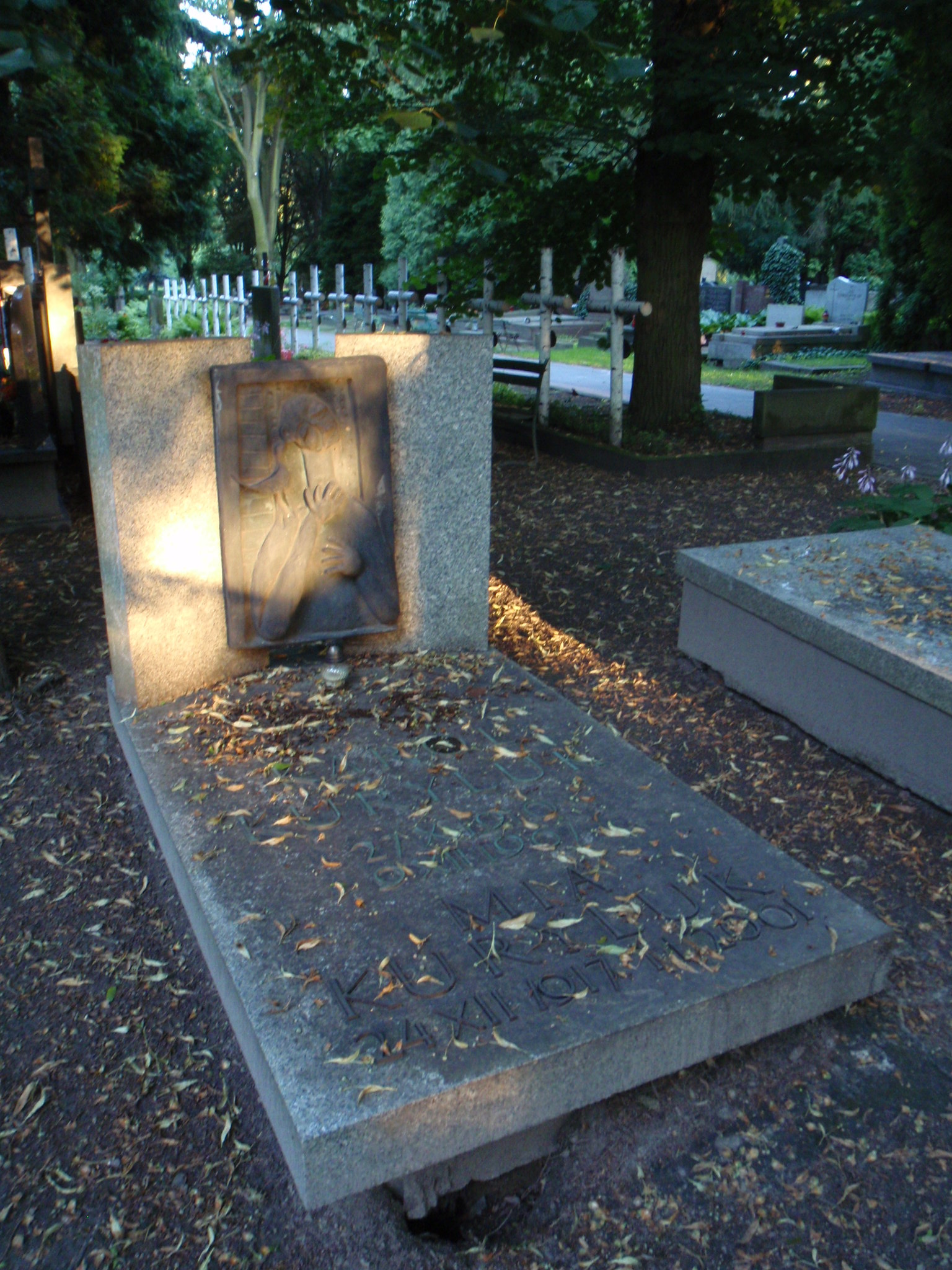
Grób Karola Kuryluka na Cmentarzu Wojskowym na Powązkach (2011)

Kuryluk został mianowany ambasadorem PRL w Austrii. 1 stycznia 1959 przybył wraz z rodziną do Wiednia i pozostał na placówce do lata 1964. Po powrocie do kraju był przez kilka miesięcy bezrobotny.
W 1965 Kuryluk został dyrektorem Państwowego Wydawnictwa Naukowego, które publikowało wówczas Wielką encyklopedię powszechną PWN. Była wzorowana na brytyjskiej i miała wrogów w partii. Gdy ukazał się tom z hasłem „obozy hitlerowskie”, podającym zgodnie z prawdą, że dzieliły się na „obozy koncentracyjne” i „obozy zagłady” (Żydów), PZPR rozpętała nagonkę na PWN. Rozgłoszono, że większość redaktorów to Żydzi; oskarżono ich o spisek syjonistyczny, mający na celu „umniejszenie cierpienia narodu polskiego”; a jesienią 1967 zorganizowano demonstracje uliczne, domagające się ukarania „encyklopedystów”.
We wrześniu 1967 Kuryluk miał atak serca, już drugi. Uciekł ze szpitala, a potem z sanatorium, wbrew zaleceniom lekarzy poleciał na targi książki w Budapeszcie, gdzie 9 grudnia 1967 umarł na trzeci atak serca. Po śmierci Kuryluka wyrzucono z PWN „encyklopedystów”, a w marcu 1968 rozpętano antysemicką nagonkę, na skutek której prawie cała ludność żydowska opuściła Polskę.
Karol Kuryluk jest pochowany wraz z żoną i synem na Cmentarzu Wojskowym na Powązkach (kwatera A 27 rz. Tuje m. 20). „Stela z ptakiem” na ich grobie jest dziełem Ewy Kuryluk z 1968 roku.
Żonaty z Miriam Kohány (1917–2001), poetką, pisarką i tłumaczką, która w czasie wojny zmieniła nazwisko na Maria Grabowska, a po wojnie publikowała pod nazwiskiem Maria Kuryluk; ojciec Ewy Kuryluk, artystki i pisarki, i Piotra Kuryluka.

## Odznaczenia
- Medal „Za waszą wolność i naszą” (1966)[6]

## Fotografie

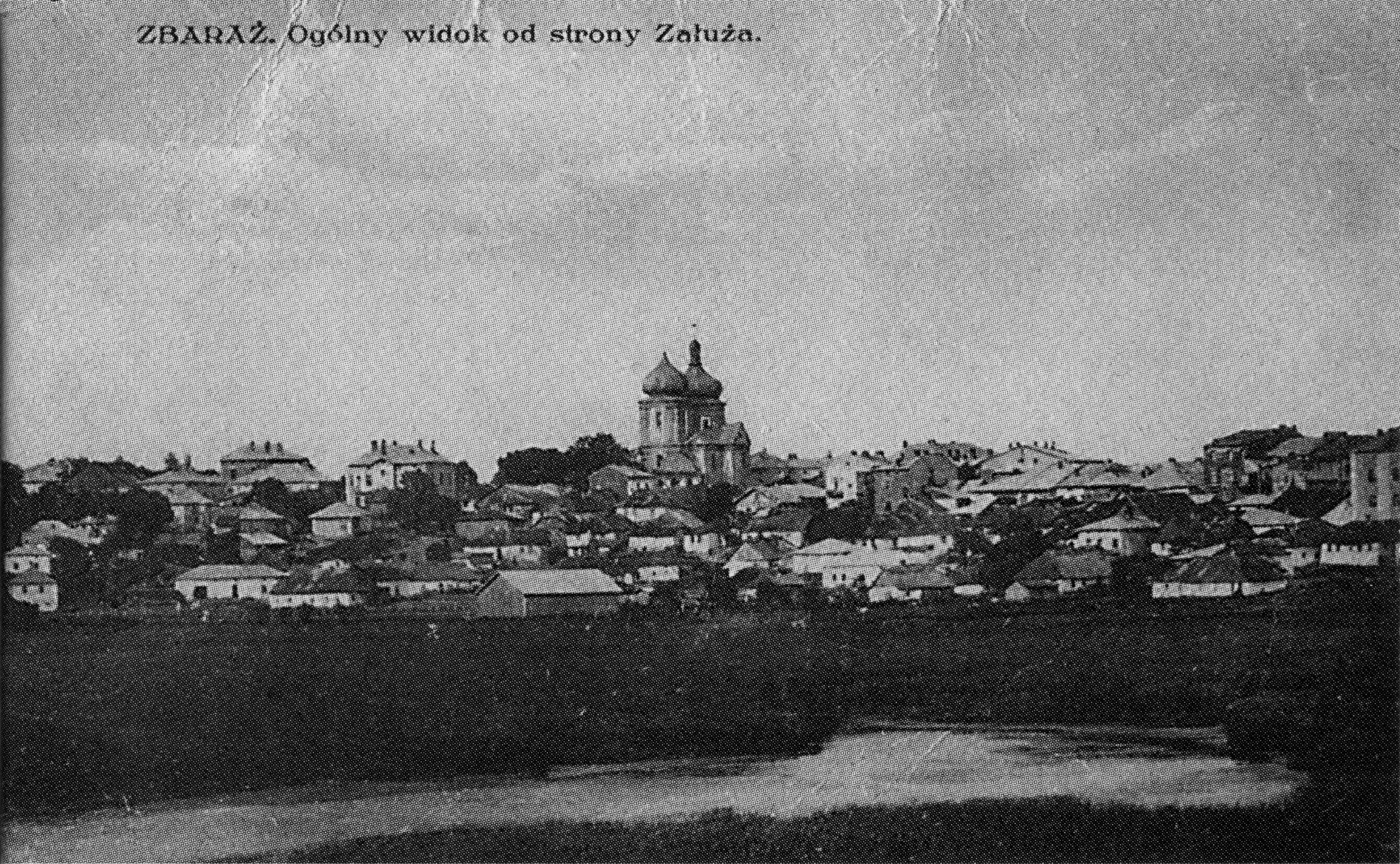
Zbaraż ogólny widok od strony Zaluża na pocztówce z lat 1920.
Zbaraż: Rysunek na pocztówce z lat 1920.
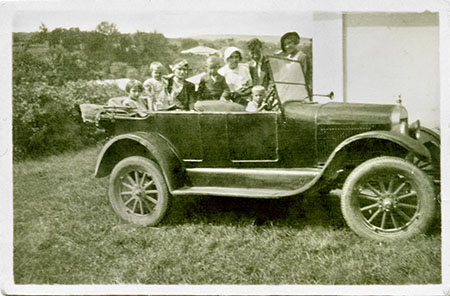
Karol Kuryluk, drugi od prawej, z młodszym rodzeństwem i znajomymi, Zbaraż, ok. 1930.
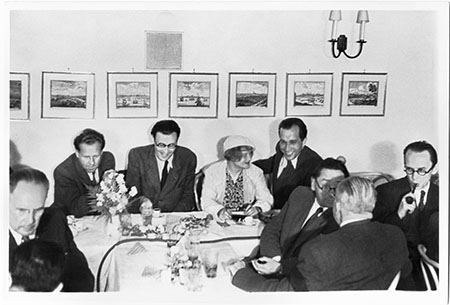
Maria Dąbrowska z Karolem Kurylukiem po prawej i Tadeuszem Brezą, Odrodzenie, Kraków, 1946.
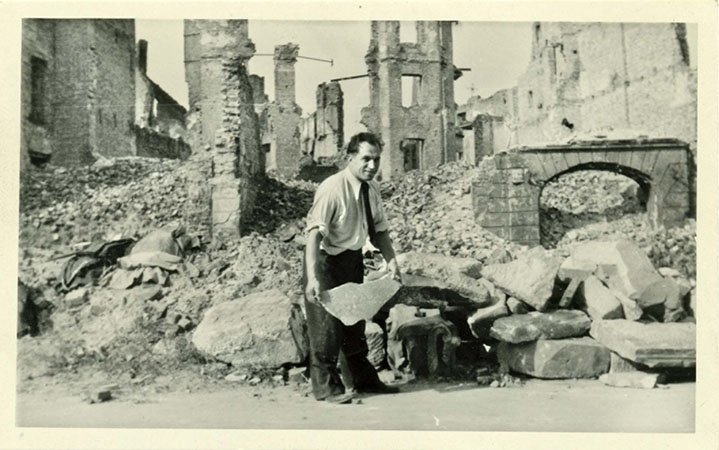
Karol Kuryluk odgruzowuje Warszawę, 1947.
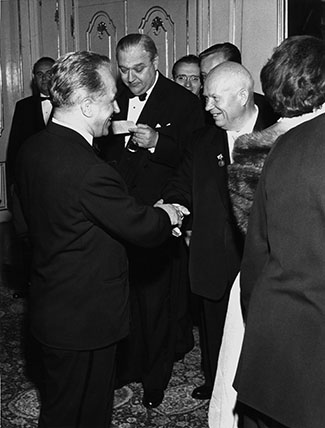
Polski ambasador Karol Kuryluk z Nikitą Chruszczowem w czasie jego wiedeńskiego spotkania z Johnem Kennedym, 1961.